# Język komoryjski muali
Język komoryjski muali (mwali, moheli, szimuali, shimwali) – język komoryjski używany na wyspie Mohéli (28 tys. użytkowników), Reunionie (500 użytkowników) i na Madagaskarze (1000 mówiących).